# Pittosporum letocartiorum
Pittosporum letocartiorum är en tvåhjärtbladig växtart som beskrevs av J.-m. Veillon och C. Tirel. Pittosporum letocartiorum ingår i släktet Pittosporum och familjen Pittosporaceae. Inga underarter finns listade.